# Jon Sklaroff
Jon Sklaroff est un acteur américain.

## Filmographie
- 1997 : New York Police Blues (saison 5, épisode 2) : Barry Dickerson
- 1997 : Sudden Manhattan d’Adrienne Shelly : Alex
- 1998 : Le Flic de Shanghaï (saison 1, épisode 2) : Albert Norton
- 1998 : Urgences (saison 5, épisode 6)
- 2000 : Deuxième Chance (saison 2, épisode 7) : Artie
- 2000 : Les Rois du désert de David O. Russell : Paco
- 2001 : Le Protecteur (saison 1, épisodes 7 et 12)
- 2001 : New York, police judiciaire (saison 12, épisode 6) : Rick Jordan
- 2001 : Espions d'État (saison 1, épisodes 9 et 18)
- 2001 : La Sirène mutante (She Creature) de Sebastian Gutierrez (téléfilm) : Eddie
- 2002 : Le Protecteur (saison 2, épisode 20)
- 2002 : Les Experts (saison 3, épisode 5)
- 2002 : New York Police Blues (saison 10, épisode 8) : Barry Dickerson
- 2002 : Crocodile 2: Death Swamp de Gary Jones : Sol
- 2003 : Les Experts : Miami (saison 2, épisode 2) : Peter Tolson
- 2005 : Mon Comeback (saison 1, épisode 6) : Sean
- 2005 : Médium (saison 1, épisode 3) : Mr. Rondell
- 2005 : Boston Justice (saison 2, épisode 7) : Ronald Jessel
- 2005 : Nip/Tuck (saison 3, épisode 9) : Léo
- 2007 : Women's Murder Club (saison 1, épisode 3) : Artie Lazar
- 2007 : Life (saison 1, épisode 1) : Arthur Tims
- 2007 : Shark (saison 2, épisode 9) : Deno Orr
- 2008 : Life (saison 2, épisode 6) : Arthur Tims
- 2008 : Monk (saison 7, épisode 4) : The Iceman
- 2008 : Urgences (saison 15, épisode 3) : partisan de l'Apocalypse
- 2010 : 24 heures chrono (saison 8, épisodes 4 et 5) : Ziya
- 2010 : Mentalist (saison 2, épisode 14) : Adam Reed
- 2013 : The Final Moments of Karl Brant : Detective Tomaso
- 2014 : Captain America : Le Soldat de l'hiver (Captain America: The Winter Soldier) : Charlie XO
- 2017 : Mary (Gifted) : Seymore Shankland
- 2017 : The Queen of Hollywood Blvd : Percy
- 2017 : Choke Hold : Beckett
- 2025 : New York, unité spéciale (saison 26, épisode 17)  : Jay Goldstein

### Télévision

#### Séries télévisées
- 2017 : Lucifer, Saison 2, épisode 17 : Nigel